# Gomphus viridis
Gomphus viridis är en svampart som först beskrevs av Narcisse Theophile Patouillard, och fick sitt nu gällande namn av Rolf Singer 1945. Gomphus viridis ingår i släktet Gomphus och familjen Gomphaceae.   Inga underarter finns listade i Catalogue of Life.